# Unterlauterbach (Iffeldorf)
Unterlauterbach ist ein Ortsteil der oberbayerischen Gemeinde Iffeldorf im Landkreis Weilheim-Schongau. Die Einöde liegt drei Kilometer nordwestlich des Iffeldorfer Ortskerns und knapp 200 Meter vom Ufer des Großen Ostersees entfernt.

## Geschichte
Erstmals erwähnt wird Unterlauterbach (zusammengefasst mit Oberlauterbach) als „Lawtterbach“ im Urbar der Herren von Seefeld-Peißenberg aus der Zeit zwischen 1300 und 1320.
An diesem Ort standen mindestens seit dem 17. Jahrhundert zwei Höfe:
Die Lauterbacher Mühle war vermutlich ein 1⁄16-Hof, bestehend aus Hof, Mahl- und Sägmühle, der dem Kloster Wessobrunn zinspflichtig war. Um 1900 eröffnete der damalige Bauer eine Gastwirtschaft, da der Ausflugsverkehr stetig zunahm. Bis 1955 wurde die Landwirtschaft betrieben, dann begann der damalige Eigentümer Rudolf Grön die Umgestaltung von Lauterbach zu einem Sanatorium. Nach dessen Tod begann seine Witwe Ortrud Grön mit dem Ausbau des Sanatoriums zu einer Herz- und Kreislaufklinik, die seit ihrer Eröffnung 1969 ständig erweitert wird. Die Gastwirtschaft wurde 1970 eingestellt.
Knapp 400 Meter südwestlich befindet sich der Gabelchristlhof. Er war wahrscheinlich ein 1⁄8-Hof und wie die Lauterbacher Mühle dem Kloster Wessobrunn zinspflichtig. Von 1843 bis etwa 1950 gehörte das Gebäude dem Staatsforst Seeshaupt, nach zwei weiteren Besitzern übernahm 1982 die Privatklinik Lauterbacher Mühle das Gebäude für ihren Betrieb.
Im Topographisch-statistischen Handbuch des Königreichs Bayern von 1867 ist Unterlauterbach als „Lauterbach (Unterlauterbach — Mühle)“ eingetragen und als Mühle klassifiziert und „Gabelchristl“ zusätzlich als Einöde. Im 1876 veröffentlichten Vollständigen Ortschaften-Verzeichniss des Koenigreichs Bayern ist der Ortschaft „Unterlauterbach“ nun der Gabelchristlhof zugeschlagen und sie ist daher als Weiler mit Kirche klassifiziert. Im Amtlichen Ortsverzeichnis für Bayern von 1973 und dessen Nachfolgewerken ist Unterlauterbach als Einöde eingeordnet.

### Einwohnerentwicklung
| Jahr        | Einwohner | Gebäude (ab 1885 nur Wohngebäude) |
| ----------- | --------- | --------------------------------- |
| 1825 Anm. 1 | 27        | 4                                 |
| 1864 Anm. 2 | 21        | 8 + 1 Kirche                      |
| 1871        | 19        | 8                                 |
| 1885        | 12        | 2                                 |
| 1900        | 20        | 1                                 |
| 1925        | 20        | 2                                 |
| 1950        | 36        | 4                                 |
| 1970        | 30        |                                   |
| 1987        | 10        | 2                                 |